# Ізраїль на Європейських іграх 2015
Ізраїль на перших Європейських іграх у Баку був представлений 141 атлетом.

## Медалісти
| Медаль | Спортсмен         | Вид спорту         | Дисципліна                           | Дата      |
| ------ | ----------------- | ------------------ | ------------------------------------ | --------- |
| Золото | Саґі Мукі         | Дзюдо              | Чоловіки, до 73 кг                   | 26 червня |
| Золото | Зів Калонтаров    | Плавання           | Чоловіки, 50 м вільним стилем        | 27 червня |
| Срібло | Ілана Кратиш      | Вільна боротьба    | Жінки, до 60 кг                      | 15 червня |
| Срібло | Юваль Філо        | Художня гімнастика | Групові вправи, багатоборство        | 17 червня |
| Срібло | Алона Кошеватська | Художня гімнастика | Групові вправи, багатоборство        | 17 червня |
| Срібло | Катерина Левіна   | Художня гімнастика | Групові вправи, багатоборство        | 17 червня |
| Срібло | Карина Лихвар     | Художня гімнастика | Групові вправи, багатоборство        | 17 червня |
| Срібло | Іда Майрин        | Художня гімнастика | Групові вправи, багатоборство        | 17 червня |
| Срібло | Юваль Філо        | Художня гімнастика | Групові вправи, 2 обручі + 6 булав   | 21 червня |
| Срібло | Алона Кошеватська | Художня гімнастика | Групові вправи, 2 обручі + 6 булав   | 21 червня |
| Срібло | Катерина Левіна   | Художня гімнастика | Групові вправи, 2 обручі + 6 булав   | 21 червня |
| Срібло | Карина Лихвар     | Художня гімнастика | Групові вправи, 2 обручі + 6 булав   | 21 червня |
| Срібло | Іда Майрин        | Художня гімнастика | Групові вправи, 2 обручі + 6 булав   | 21 червня |
| Срібло | Ор Сассон         | Дзюдо              | Чоловіки, понад 100 кг               | 27 червня |
| Бронза | Сергій Ріхтер     | Стрільба           | Чоловіки, пневматична гвинтівка 10 м | 16 червня |
| Бронза | Юваль Філо        | Художня гімнастика | Групові вправи, стрічки              | 21 червня |
| Бронза | Алона Кошеватська | Художня гімнастика | Групові вправи, стрічки              | 21 червня |
| Бронза | Катерина Левіна   | Художня гімнастика | Групові вправи, стрічки              | 21 червня |
| Бронза | Карина Лихвар     | Художня гімнастика | Групові вправи, стрічки              | 21 червня |
| Бронза | Іда Майрін        | Художня гімнастика | Групові вправи, стрічки              | 21 червня |
| Бронза | Нета Рівкін       | Художня гімнастика | Обруч                                | 21 червня |
| Бронза | Змішана команда   | Легка атлетика     | Командний залік                      | 23 червня |
| Бронза | Марк Хінаві       | Плавання           | Чоловіки, 1500 м вільним стилем      | 24 червня |
| Бронза | Ярден Джербі      | Дзюдо              | Жінки, до 63 кг                      | 26 червня |